# Service d'information et de sécurité de la république de Moldavie

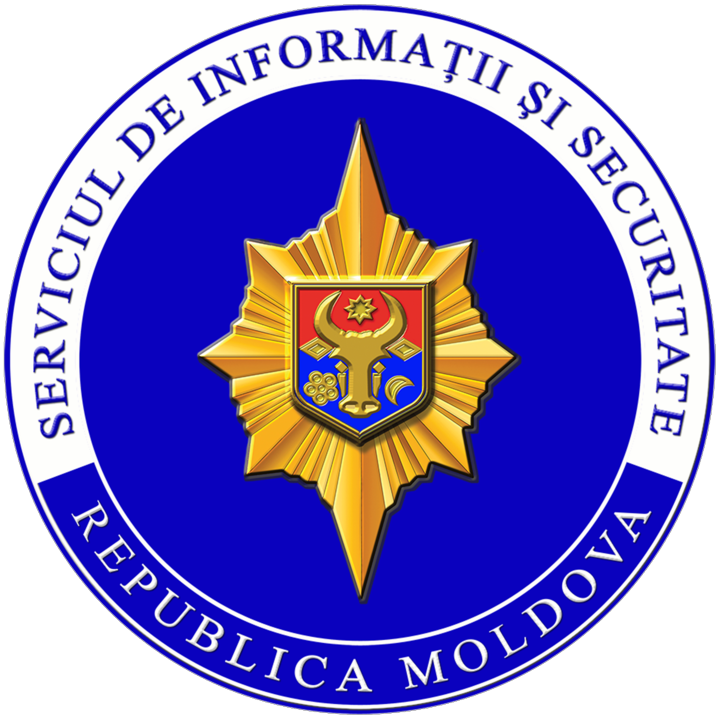

Le Service d'Intelligence et de Sécurité (SIS) est l'organe de l'Etat spécialisé dans le domaine de la garantie de la sécurité nationale en exerçant toutes les mesures appropriées d'intelligence et de contre-intelligence, en collectant, traitant, vérifiant et exploitant les informations nécessaires pour connaître, prévenir et contrecarrer toutes les actions qui constituent, selon la loi, menace interne ou externe contre l'indépendance, la souveraineté, l'unité, l'intégrité territoriale, l'ordre constitutionnel, le développement démocratique, la sécurité intérieure de l'État, de la société et des citoyens, le statut d'État de la République de Moldavie, le fonctionnement stable des branches de l'économie nationale d'importance vitale, tant sur le territoire de la République de Moldavie qu'à l'étranger.
Selon la Stratégie de Sécurité Nationale de la République de Moldavie, le Service d'Intelligence et de Sécurité (SIS) est un organe d'État spécialisé, directement responsable de la sécurité de l'État de la République de Moldavie. Dans ce contexte, l'activité du SIS est subordonnée à la nécessité d'assurer, avant tout, une sécurité fonctionnelle et multidimensionnelle, d'endiguer les tentatives de subversion  en provenance de l'étranger, de prévenir les activités anticonstitutionnelles de groupes et de formations tant à l'intérieur qu'à l'extérieur du pays, de lutter contre la criminalité organisée, les manifestations de corruption portant atteinte à la sécurité de l'État et le terrorisme, de garantir la stabilité économique du pays et de protéger le potentiel de défense nationale.
L'activité du SIS a pour but d'assurer la sécurité intérieure et extérieure, de défendre l'ordre constitutionnel, le système économique national et la capacité de défense, de combattre le terrorisme et les autres menaces à la sécurité de l'État par des moyens préventifs et des moyens spéciaux non-militaires.

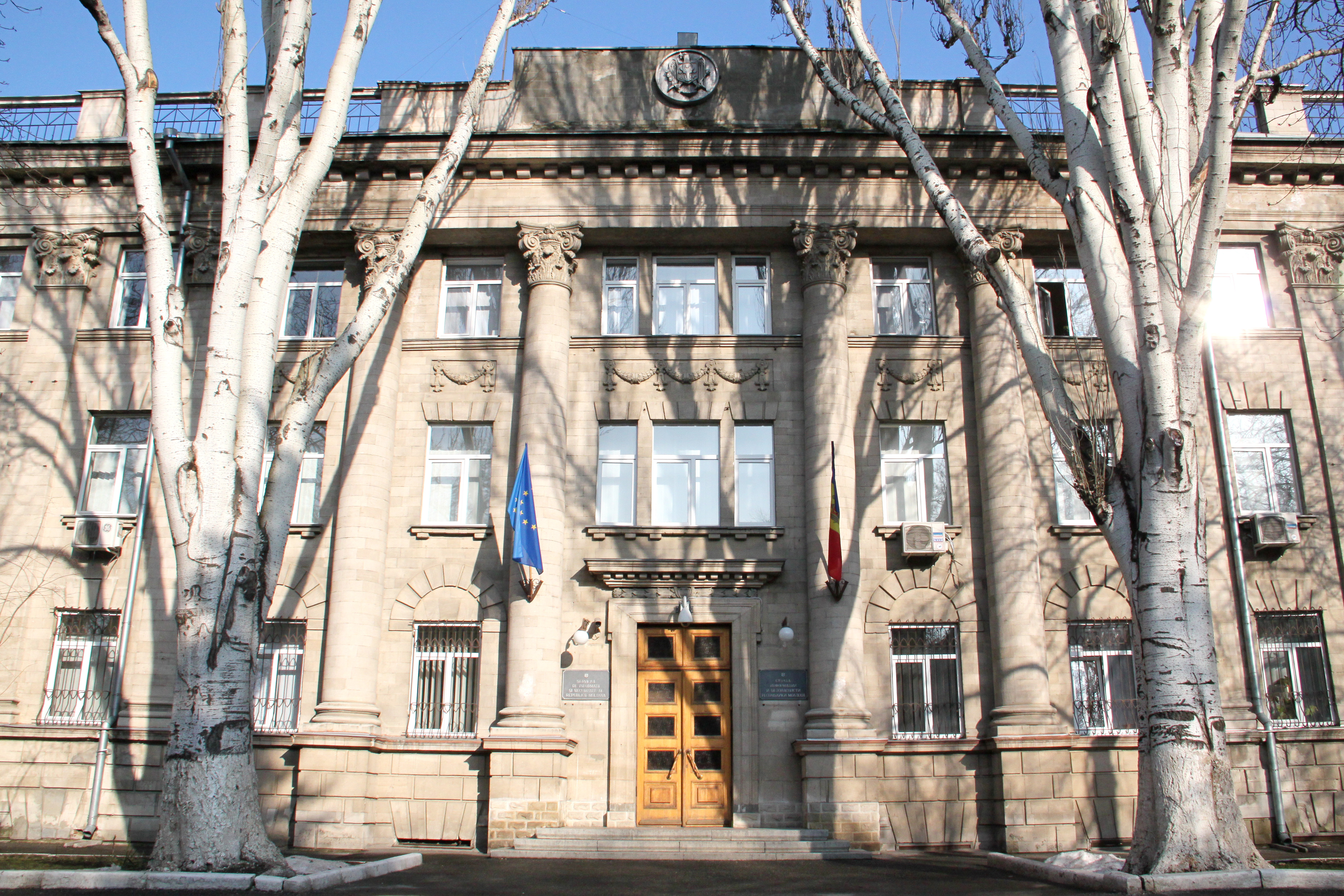

Afin d'atteindre ce but et de réaliser l'objectif général de la politique de l'État dans le domaine de la sécurité nationale, le SIS obtient, vérifie, évalue, conserve et exploite les informations nécessaires pour connaître, prévenir et contrecarrer toute action qui constitue ou pourrait constituer une menace pour la souveraineté, l'indépendance, la sécurité, l'ordre constitutionnel et l'intégrité territoriale de la République de Moldavie, ainsi que les données sur les développements et les événements survenus à l'extérieur du pays qui sont pris en compte dans la formulation de la politique étrangère, de défense et économique de la République de Moldavie.
SIS prévient et contrecarre les aspirations subversives dirigées contre la République de Moldavie, les actions d'atteinte violente aux institutions démocratiques de l'État et les autres actions menaçant la sécurité de l'État; il prend des mesures pour prévenir et combattre les crimes terroristes, les actions de financement et de fourniture de matériel pour les actes terroristes et autres activités extrémistes; construit et assure le fonctionnement sécurisé des systèmes de communication gouvernementaux, la protection et la prévention de la divulgation d'informations constituant des secrets d'État; assure la création, le fonctionnement et le développement de systèmes de protection des informations cryptographiques et techniques; prend des mesures de contre-espionnage conformément à la loi.

## Histoire

### Ministère de la Sécurité Nationale
- 1991, 9 septembre - par le décret présidentiel n° 196, le Comité de sécurité d'État de la République de Moldavie est aboli et le Ministère de la Sécurité Nationale de la République de Moldavie est créé.
- 1991, 16 septembre - Le gouvernement de la République de Moldavie approuve les tâches de base et la structure du MSN. La sécurité de la frontière de l'État est l'une des compétences fondamentales du ministère de la sécurité nationale.
- 1992, 6 avril - Le règlement du MSN de la République de Moldavie est approuvé.
- 1993, 11 août - par le décret présidentiel n° 125 sur la direction de contre-espionnage, la direction de contre-espionnage est transférée du Ministère de la Défense de la République de Moldavie au Ministère de la Sécurité nationale, étant directement subordonnée au commandant suprême des forces armées.
- 1995, 31 octobre - le Parlement de la République de Moldavie adopte les lois sur la sécurité de l'Etat et les organes de sécurité de l'Etat, promulguées le 31 janvier 1997 par le Président de la République de Moldavie.
- 1997, 9 septembre - à l'occasion du 6e anniversaire de la création du MSN de la République de Moldova, un décret présidentiel établit la fête professionnelle - la Journée des employés des organes de sécurité de l'État.

### Service d'Intelligence et de Sécurité
- 16 novembre 1999 - par la loi n° 676-XIV de la République de Moldavie, le Ministère de la Sécurité Nationale est réorganisé en Service d'Intelligence et de Sécurité (SIS) de la République de Moldavie, un organisme d'État spécialisé dans le domaine de la sécurité de l'État.
- 1999, 23 décembre - le Parlement de la République de Moldavie adopte la loi n° 753-XIV sur le Service d'Intelligence et de Sécurité de la République de Moldavie[7], établissant les principales tâches et fonctions de l'institution.
- 2000, 18 janvier - le département du corps de gardes-frontières moldave est retiré du SIS et réorganisé en autorité publique.
- 2002, 10 septembre - par décision gouvernementale n° 1192, l'Institut National d'Intelligence et de Sécurité est créé au sein du Service, basé sur le Centre de formation du SIS, avec le statut d'établissement d'enseignement supérieur.
- 2005, 22 juillet - La loi n° 177-XVI portant modification de la loi n° 753-XIV du 23 décembre 1999 sur le Service d'Intelligence et de Sécurité de la République de Moldova, qui a modifié la loi, a énoncé dans une nouvelle formulation les tâches du Service, à l'exclusion du pouvoir de mener des poursuites pénales.
- 2006, 13 novembre - sur la base de la Décision du Gouvernement de la République de Moldova n° 1295, est créé le Centre Antiterroriste du Service d'Intelligence et de Sécurité de la République de Moldova, organe habilité à diriger, coordonner et mettre en œuvre les mesures antiterroristes.
- 2007, 19 juillet - le Parlement moldave a approuvé la loi n° 170 sur le statut des officiers d'intelligence et de sécurité.
- 2009, 10 février - par la décision gouvernementale n° 124, l'Institut national de renseignement et de sécurité a reçu le nom de "Bogdan, fondateur de la Moldavie".
- 2010, 13 février - sur la base de la Décision du Gouvernement de la République de Moldova n° 84 sur le transfert d'une entreprise d'Etat, le Centre Spécial de Télécommunications (CTS) est transféré de la gestion du Service d'Intelligence et de Sécurité de la République de Moldova à la gestion de la Chancellerie d'Etat (le CTS a été créé dans la composition du SIS le 11 juin 2002 - par la Décision du Gouvernement de la République de Moldova n° 735 sur les systèmes spéciaux de télécommunications de la République de Moldova - pour la protection des informations importantes pour l'Etat, la création, l'administration et la garantie du fonctionnement et du développement des systèmes spéciaux de télécommunications nationales).